# Пономарёв, Владимир Николаевич (физик)
Владимир Николаевич Пономарёв (30 июня 1945, Москва, СССР) — советский и российский физик-теоретик, российский государственный деятель, доктор физико-математических наук, профессор, действительный государственный советник Российской Федерации.

## Биография
Родился в Москве 30 июня 1945 года.
В 1963 году окончил с золотой медалью Московскую экспериментальную школу при Академии педагогических наук РСФСР № 315. Выпускник физического факультета МГУ имени М. В. Ломоносова (с красным дипломом) и факультета математики и физики Варшавского Университета.
В 1969—1971 гг. проходил стажировку в Институте теоретической физики Варшавского Университета. Ученик известного физика-гравитациониста профессора Анджея Траутмана (Польша) и выдающего советского физика Д. Д. Иваненко.
С 1973 по 1982 год работал на кафедре теоретической физики МГУ. В 1974 году защитил кандидатскую диссертацию, а в 1981 году докторскую диссертацию на тему «Геометродинамические методы и калибровочный подход в теории гравитационных взаимодействий». Круг научных интересов — калибровочный подход в теории гравитационных взаимодействий, космология и астрофизика, квантовая теория гравитации. Пономарёвым опубликовано около 150 научных работ, включая 3 монографии и учебных пособия. Последняя его монография совместно с А. О. Барвинским Ю. Н. Обуховым «Gauge Approach and Quantization Methods in Gravity Theory» опубликована в издательстве «Наука» в 2017 году.
Под его научным руководством защищено более 20 дипломных работ и кандидатских диссертаций. Ряд его учеников стали учеными-физиками и работают в ведущих научных центрах. В 1982 году был избран заведующим кафедрой физики для естественных факультетов МГПИ им. В. И. Ленина.
В 1985 году участвовал как слушатель в работе школы «Квантовые частицы в интенсивных полях»(Кишинев, 1985)
Была сформирована научная школа кафедры в области теории гравитации. Теоретические исследования были дополнены развитием экспериментальных методов измерения гравитационных полей и легли в основу Государственной научно-технической программы в области прикладной гравитации.
В 1988 году вошёл в состав группы по организации нового института в системе Академии наук СССР — Института проблем безопасного развития атомной энергетики (ИБРАЭ), а в 1989 г. был назначен заместителем директора ИБРАЭ.
В 1991 году был назначен советником Председателя Правительства Республики Армении по внешнеэкономическим связям и научно-технической политике; участвовал в организации для Армении гуманитарных кредитов Европейского союза, а также поставок лекарств и зерна. Под его руководством были проведены переговоры с Правительствами ряда стран центральной и восточной Европы, завершившиеся подписанием соответствующих государственных договоров об экономическом и научно-техническом сотрудничестве. Эти договора способствовали признанию Республики Армении в качестве субъекта международного права.
В начале 1990-х годов принял участие в создании Российского союза совместного предпринимательства (предприятий с иностранным капиталом) и был избран его вице-президентом.
В 1996 г. был назначен директором Дирекции по инвестициям — заместителем мэра города Королёва, Московская область.
В конце 1996 г. возглавил созданные им Центр международных финансовых и инвестиционных программ, а также Фонд «Международные научно-технические программы».
В 1997 году увлекся проблемой создания системы ипотечного кредитования (ИЖК) в Российской Федерации, рассматривая её в качестве основы для привлечения инвестиционных ресурсов в реальный сектор экономики и одновременно способствующую решению социальных проблем российских граждан. В 1997-99 гг. он стажировался в ведущих финансовых ипотечных институтах США (Fannie Mae, Ginnie Mae).
В 1998 году стал советником мэра г. Москвы Юрия Лужкова по ИЖК.
В 1999 году был назначен статс-секретарем заместителем председателя Госстроя России. Отвечал за создание и развитие системы ИЖК, а также курировал вопросы формирования государственной жилищной политики. Под его руководством были сформирована нормативная правовая и организационно-финансовая основа функционирования института ипотеки в Российской Федерации.
В 2002—2003 гг. являлся заместителем руководителя Рабочей группы по подготовке заседания Государственного Совета по вопросам жилищной политики и ИЖК. По его итогам Президент Российской Федерации В. В. Путин объявил развитие ипотеки в России приоритетной задачей всех органов власти в Российской Федерации.
После ухода из Правительства Российской Федерации в 2005 году возглавил созданную во исполнение поручения Президента Российской Федерации Национальную ассоциацию участников ипотечного рынка, а также был избран вице-президентом Ассоциации Строителей России.
C 2009 г. по настоящее время работает в Институте проблем безопасного развития атомной энергетики РАН заместителем директора по стратегическому развитию и инновациям.
С 2012 г. входит в Совет директоров ЗАО «ИНФРА инжиниринг».
В 2022 выехал из России.

## Семья
- Дед, Павел Яковлевич Пономарёв (1859—1921) — народный учитель, был попечителем гимназий в Саратовской губернии, за заслуги перед отечеством был удостоен звания Почётного гражданина Российской империи.
- Отец, Николай Павлович Пономарёв (1919—2003) — комсомольский и партийный деятель, советский дипломат, Чрезвычайный и Полномочный Посланник СССР.
- Мать, Любовь Никитична Пономарёва (Антонова; 1923—2001) — в годы Великой Отечественной войны работала в секретариате наркома путей сообщения СССР Л. М. Кагановича, а закончила свою трудовую деятельность в секретариате министра транспортного строительства В. А. Брежнева куратором строительства Байкало-Амурской магистрали.
- Жена, Лариса Николаевна Пономарёва (р. 1949) — с 2005 по 2013 год была членом Совета Федерации Федерального собрания РФ, первым заместителем Председателя комитета по социальной политике[5].
- Сын, Илья Владимирович Пономарёв (р. 1975) — российский и украинский политический деятель, депутат Государственной думы Федерального собрания РФ V и VI созывов (2007—2016 гг.). 20 марта 2014 года единственный проголосовал в Государственной думе против присоединения Крыма к России.

Родственник секретаря ЦК КПСС Б. Пономарева.